# Pionek (film)
Pionek (ang. Pawn Sacrifice) – film biograficzny z 2014 roku, w reżyserii Edwarda Zwicka.

## Opis fabuły
Film opowiada o Robercie Fischerze, który przygotowuje się do meczu z Borisem Spasskim o mistrzostwo świata w szachach.

## Obsada
- Tobey Maguire jako Bobby Fischer
- Liev Schreiber jako Boris Spasski
- Peter Sarsgaard jako William Lombardy
- Conrad Pla jako Carmine Nigro
- Lily Rabe jako Joan Fischer
- Jonathan Dubsky jako asystent